# Gottfried Theodor Stichling
Gottfried Bernhard Wilhelm Theodor Stichling (* 14. Juni 1814 in Weimar; † 22. Juni 1891 ebenda) war ein großherzoglich-sächsischer Beamter und zuletzt Staatsminister des thüringischen Großherzogtums Sachsen-Weimar-Eisenach.

## Leben
Gottfried Theodor Stichling wurde als Sohn des großherzoglich-sächsischen Kammerdirektors Constantin Stichling und dessen zweiter Frau Luise von Herder geboren. Als Sohn des hohen weimarischen Beamten und Enkel Johann Gottfried von Herders wurde Gottfried Theodor Stichling schon als kleines Kind dem Prinzen Carl-Alexander als Gespiele beigegeben und konnte an der Erziehung und Unterrichtung des etwa gleichaltrigen Prinzen teilnehmen und so schon früh die Grundlage für ein gutes persönliches Vertrauensverhältnis zum späteren Großherzog legen.
1838 heiratete er Marie Mettingh, die Tochter eines preußischen Oberlandesgerichtsrats.

## Universität
Stichling begann seine universitäre Ausbildung 1832 mit dem Studium der Rechtswissenschaften an der Universität Jena, wechselte 1834 für ein Jahr nach Heidelberg und 1835 dann nach Göttingen, um 1836 sein Staatsexamen in Weimar abzulegen.
Nach einer kurzen praktischen Tätigkeit als Regierungsaccessist im Justizamt Weimar vervollständigte er seine akademische Ausbildung ab 1837 durch ein ergänzendes Studium an der land- und forstwirtschaftlichen Akademie zu Tharandt.
Als Staatsministern erhielt Gottfried Stichling viermal die Ehrendoktorwürde der Universität Jena (1858, 2fach 1886, 1890).

## Berufliches Wirken
Stichling wurde zunächst als Großherzoglicher geheimer Referendar im Finanzdepartement in das Staatsministerium eingestellt. Im Jahre 1843 rückte er in die Stelle des ersten Geheimen Referendars auf und wurde damit auch für die Vorbereitung des Schriftwechsels der Regierung mit dem Landtag zuständig.
Dadurch wirkte er insbesondere auch an der Modernisierung des noch überwiegend landständischen Staatsrechts mit und wurde u. a. mit der Ausarbeitung des Rentenbankgesetzes beauftragt. (Wie auch in anderen Staaten sollte in Sachsen-Weimar in dieser Zeit die überall in Deutschland übliche Verpflichtung der Bauern zur Leistung von Naturalleistungen an die Grundherren abgeschafft werden. Zur Abwicklung der an die Grundherren zu zahlenden Entschädigungen wurden Rentenbanken gegründet.)
Im März 1848 – im Zuge der revolutionären Unruhen dieses Jahres – wurde die Regierung in Weimar umgebildet. Einige Minister traten zurück und Stichling rückte in die Position eines Staatsrats auf.
Er wurde Direktor des Präsidialdepartements des Ministeriums. Damit war er für die Angelegenheiten des großherzoglichen Hauses, für Fragen der Landesverfassung, für die Führung der Staatskorrespondenz und damit für Sachsen-Weimars Stellungnahmen zu Fragen des Deutschen Bundes und der Bundesverfassung, für Militärangelegenheiten, für die Leitung der Verhandlungen mit dem Landtag, aber auch für die Angelegenheiten der Presse, der Universität Jena und der Staatsarchive zuständig. Daneben vertrat er das Großherzogtum in wichtigen Verhandlungen. So führte er Verhandlungen mit dem Bistum Fulda und mit Kurhessen über strittiges Vermögen des ehemaligen Departements Fulda, vertrat das Großherzogtum 1857 in Wien auf der dort tagenden Münzkonferenz und führte Verhandlungen mit Nachbarstaaten über Eisenbahn- und Telegraphenlinien (siehe auch Werrabahn), die über das Gebiet Sachsen-Weimars führen sollten und bereitete die entsprechenden Staatsverträge vor.

## Freimaurerei und Ehrungen

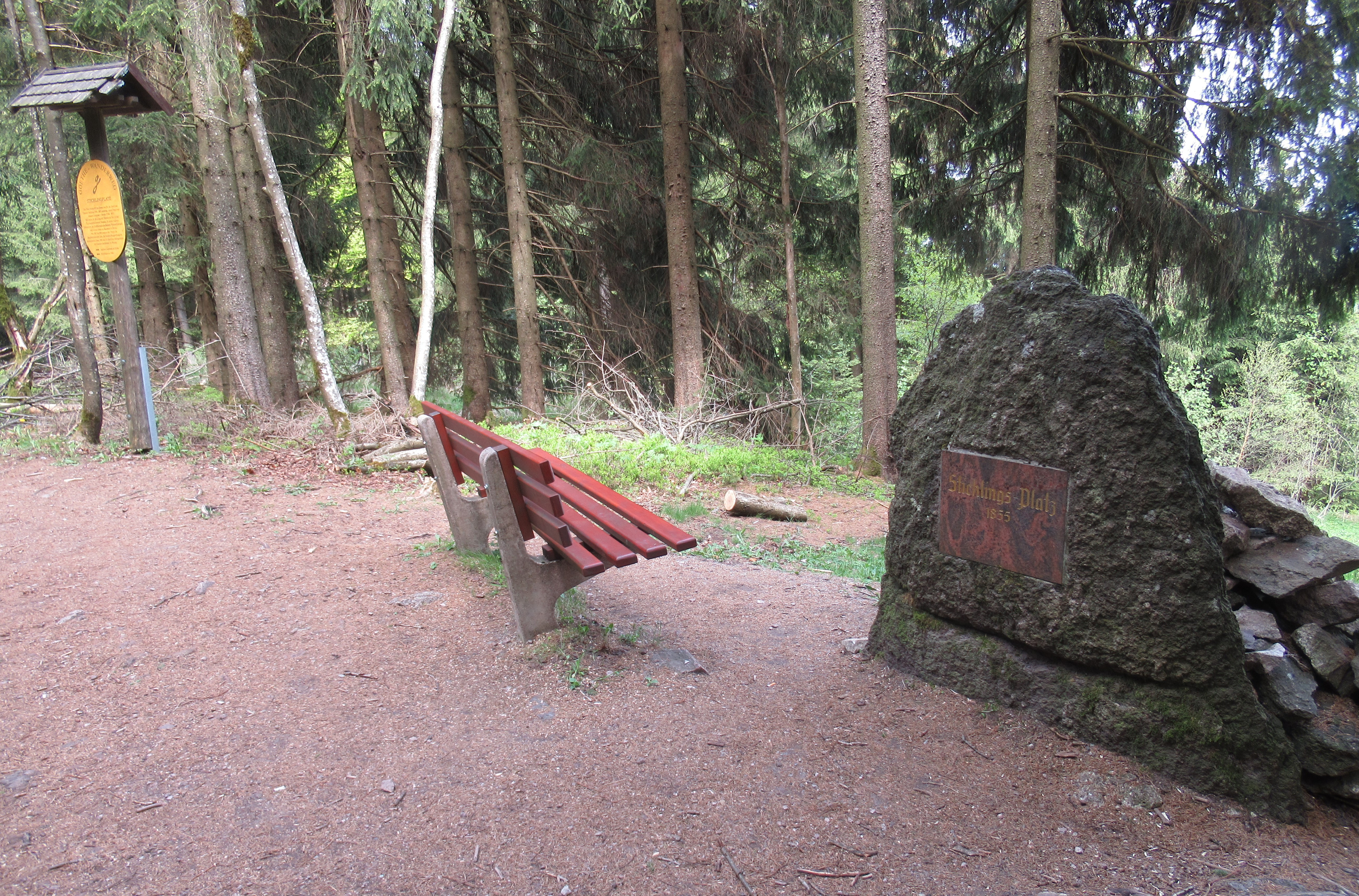
Stichlings Platz in Ilmenau

Stichling war seit 1844 Mitglied der auch heute wieder bestehenden Freimaurerloge „Amalia“ zu Weimar und wurde 1851 Meister vom Stuhl dieser traditionsreichen Loge, in der Jahre zuvor auch Johann Wolfgang von Goethe, Herzog Carl August, Johann Gottfried von Herder – sein Großvater –, Christoph Martin Wieland, Christoph Wilhelm Hufeland und eine Reihe weiterer bekannter Persönlichkeiten des klassischen Weimars Mitglied waren.
Im zu Ehren wurde in Ilmenau, nahe vom Jagdhaus Gabelbach, der Ausspannort Stichlings Platz errichtet.

## Werke
- Aus Drei und fünfzig Dienstjahren. Weimar: Hermann Böhlau, 1891.
- Deutschland eine Trias? Berlin: Veit und Comp., 1851.
- Das Einkommensteuer-System des Großherzogthums Sachsen
- Über die Wahl der Mittel zur Erleichterung der Ablösung der grundherrlichen Rechte. veröffentlicht in der Zeitschrift der Tübinger staatswissenschaftlichen Fakultät
- Über die Einrichtung einer Landrentenbank. veröffentlicht in der Zeitschrift der Tübinger staatswissenschaftlichen Fakultät
- Über die Anforderungen des Staates an die Hinterlassenschaften seiner Bürger veröffentlicht in der Zeitschrift der Tübinger staatswissenschaftlichen Fakultät